# Passalus alticola
Passalus alticola is een keversoort uit de familie Passalidae. De wetenschappelijke naam van de soort is voor het eerst geldig gepubliceerd in 1885 door Kirsch.